# Mary Ellen Chase
Mary Ellen Chase (24 février 1887 - 28 juillet 1973) est une enseignante universitaire, romancière, nouvelliste, essayiste, exégète biblique, biographe, anthologiste, pédagogue, auteure de manuels scolaires et traductrice américaine. Elle est considérée comme l'une des figures de la littérature régionale de la Nouvelle-Angleterre du début du XXe siècle.

## Biographie

### Jeunesse et formation

#### Environnement familial
Mary Ellen Chase née le 24 février 1887 à Blue Hill, dans l'État du Maine, est la fille de Edward Everett Chase, un juriste, et de Edith Lord une professeure de latin.
La famille Chase mène une vie centrée sur la religion, l'instruction et la lecture. Cette atmosphère est décrite par trois romans autobiographiques de Mary Ellen Chase : A goodly heritage (1932), A goodly fellowship (1939) et The White Gate (1954). Livres qui restent des références pour comprendre le mode de vie des familles privilégiées qui résident dans les villes côtières de la Nouvelle Angleterre. Familles sous l'influence par le puritanisme, qui portent une attention particulière à la religion et à l'étude.

#### Formation
Après ses études secondaires à la Blue Hill Academy, où elle a montré son excellence vis à vis du latin et du grec elle est acceptée par l'Université du Maine où elle obtient l'Associate degree en 1909. Suivant les conseils de son père Mary Ellen Chase, interrompt ses études universitaires pour occuper un poste d'enseignante d'anglais et de littérature anglaise à la Hillside Home School I (en), une école expérimentale, du village de Spring Green dans l'État du Wisconsin. Trois ans plus tard, elle part enseigner dans l'école plus traditionnelle la Miss Moffat, School for Girl de Chicago dans l'État de l'Illinois. Durant l'été 1913, Mary Ellen Chase part pour Berlin pour étudier l’allemand et faire des ballades au sein des montagnes du Harz.
- L'inspiration précoce pour devenir écrivain lui vient des histoires de sa grand-mère sur la décennie de son grand-père en tant que capitaine de navire, ainsi que d'une rencontre à l'âge de 10 ans avec la romancière Sarah Orne Jewett, qui l'encourage[3],[4].

### Carrière
Pendant ses études universitaires, Mary Ellen Chase est assistante à l'Université du Minnesota de 1922 à 1926. Alors qu'elle est étudiante, elle est acceptée par la sororité étudiante Alpha Omicron Pi (en).
Elle enseigne au Smith College à partir de 1926 jusqu'à sa retraite en 1955.
Deux résidences universitaires adjacentes sur le campus du Smith College le nom de Chase et Duckett.
Mary Ellen Chase écrit plus de 30 livres, parmi eux des romans et nouvelles qui utilisent l'État du Maine comme décor. Ses œuvres les plus célèbres sont Mary Peters, Silas Crockett, Windswept et Edge of Darkness.
La résidence d'été dans laquelle elle vit de 1941 à 1955, Windswept à Steuben, dans le Maine, inspire son best-seller Windswept. Sa propriété est inscrite au registre national des lieux historiques en 2007.

### Vie privée
Mary Ellen Chase est la compagne d'Eleanor Duckett, une médiéviste qu'elle a rencontrée au Smith College, et avec qui elle vit à Northampton jusqu'à sa mort
Mary Ellen Chase est morte à Northampton, Massachusetts.

## Distinction
En 1956, la  Women's National Book Association (en) lui décerne le prix Constance Lindsay Skinner.

## Œuvres

### Nouvelles et recueils de nouvelles
- Marigolds, New York, Harpers Monthly, 1919, 7 p. (lire en ligne),

### Romans
- Mary Christmas, Boston, Massachusetts, Little, Brown (réimpr. 1936) (1re éd. 1926), 164 p. (OCLC 1322272307, lire en ligne),
- Silas Crockett, New York, Macmillan Co. (réimpr. 1944, 1946, 1958, 1963, 1965, 1967, 2003) (1re éd. 1935), 424 p. (OCLC 840384, LCCN 35025387, lire en ligne),
- Dawn in Lyonesse, New York, Macmillan (réimpr. 1949) (1re éd. 1938), 136 p. (ISBN 9785951256874, OCLC 226663616, lire en ligne),
- Mary Peters, New York, The Macmillan Company, (réimpr. 1938, 1943, 1945, 1953... 2005) (1re éd. 1934), 392 p. (ISBN 9780976323150, OCLC 70077959, lire en ligne),
- Windswept, New York, MacMillan, coll. « Maine novels » (no 3) (réimpr. 1967, 2006) (1re éd. 1941), 464 p. (ISBN 9780976323167, OCLC 1415063802, lire en ligne),
- The Plum Tree, New York & Londres, The Macmillan Company (réimpr. 1950) (1re éd. 1949), 120 p. (ISBN 9789997502810, OCLC 222060935, lire en ligne),
- The Edge of Darkness, New York, W. W. Norton & Company, 1957, 248 p. (OCLC 827713842, LCCN 57010637, lire en ligne),
- The Lovely Ambition, New York et Londres, W.W. Norton & Company, Inc. et Collins (réimpr. 1969, 1985) (1re éd. 1960), 296 p. (ISBN 9780393084771, OCLC 1036667217, lire en ligne),
- A Journey to Boston, New York et Londres, W.W. Norton & Company (réimpr. 2009) (1re éd. 1965), 128 p. (ISBN 9780393332568, OCLC 538952378, lire en ligne),

### Livres pour enfants
- Dolly Moses : The Cat and the Clam Chowder  (ill. Paul Kennedy), New York, W. W. Norton & Company, 1964, 62 p. (OCLC 299395, LCCN 64016080, lire en ligne),

### Exégèse biblique
- The Bible and the Common Reader, New York, MacMillan Publishing Company (réimpr. 1955, 1962) (1re éd. 1945), 354 p. (ISBN 9780020843900, OCLC 1310285773, lire en ligne),
- Life & Language In The Old Testament, New York,, W W Norton & Co. (réimpr. 1962, 1988) (1re éd. 1955), 216 p. (ISBN 9780393001099, OCLC 1374305549, lire en ligne),
- The Psalms for the Common Reader, New York, W.W. Norton, 1962, 216 p. (ISBN 9780393042429, OCLC 484967243, lire en ligne),

### Essais

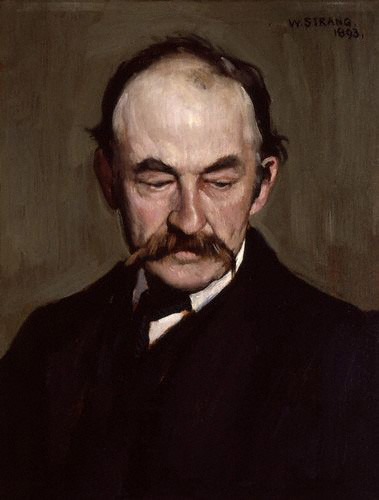
Portrait de Thomas Hardy par le peintre William Strang

- Portrait de Thomas Hardy par le peintre William StrangThomas Hardy from Serial to Novel, Minneapolis, Minnesota, The University of Minnesota Press (réimpr. 1964) (1re éd. 1927), 232 p. (ISBN 9780816671298, OCLC 1200206, lire en ligne),

### Récits

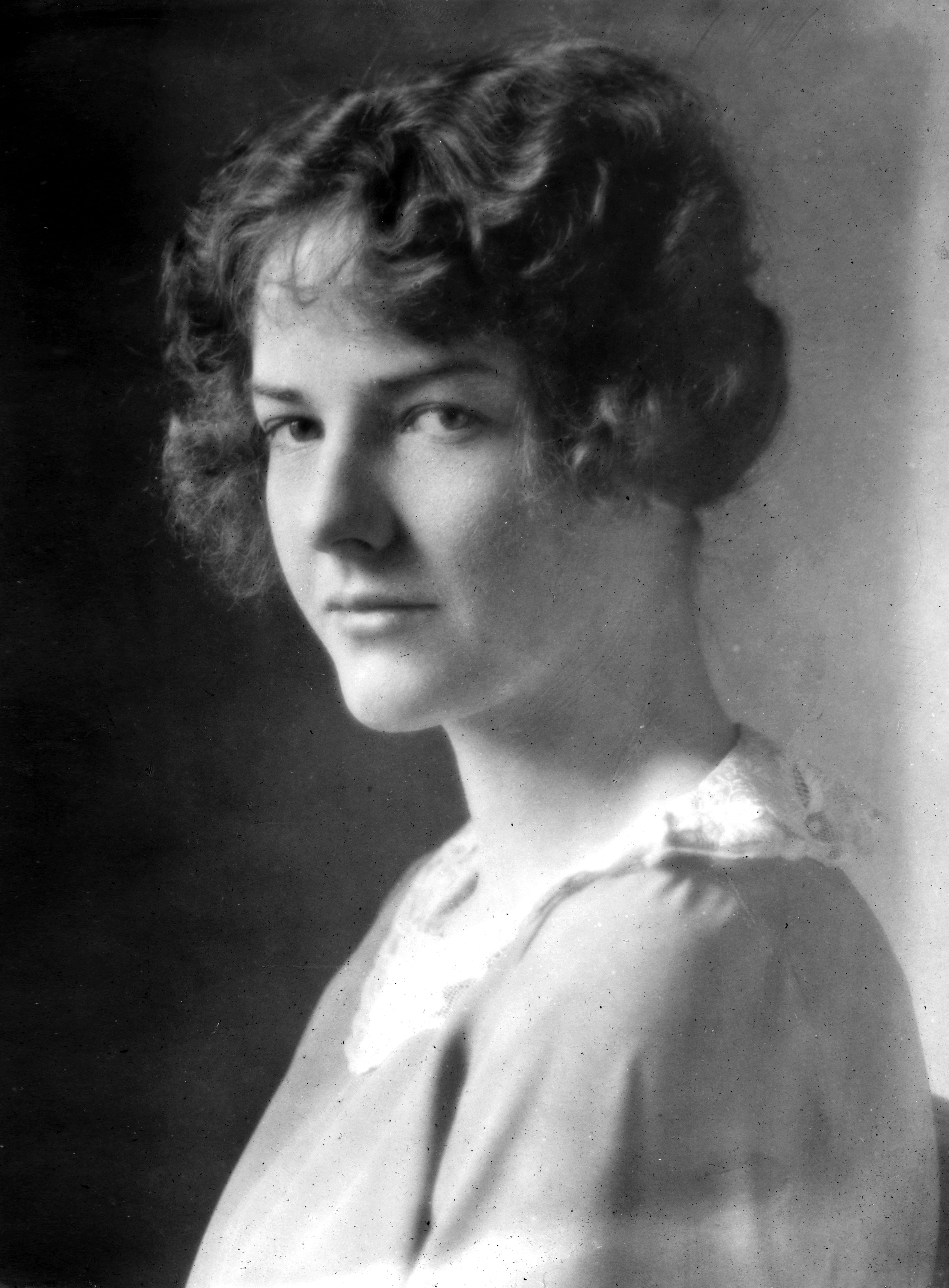
Portrait photographique de Abby Aldrich Rockefeller.

- This England, New York, The Macmillan Company, 1936, 224 p. (OCLC 558164184, lire en ligne),
- Look at America: New England, Cambridge, Massachusetts, Houghton Mifflin Company, 1947, 404 p. (OCLC 479884663, lire en ligne),
- Sailing the Seven Seas Mary  (ill. John O'Hara Cosgrave), Boston, Massachusetts, Houghton Mifflin Company, coll. « North Star Books » (no 4), 1958, 164 p. (OCLC 489606, lire en ligne),

### Biographie
- The Girl from the Big Horn Country  (ill. R. Farrington Elwell), Boston, Massachusetts, The Page Company, coll. « Virginia Hunter » (no 1) (réimpr. 1937, 2013, 2018, 2021) (1re éd. 1916), 356 p. (ISBN 9789354364921, OCLC 1045619085, lire en ligne),
- Jonathan Fisher, Maine Parson 1768 to 1847, New York, The Macmillan Company (réimpr. 1976, 2005) (1re éd. 1948), 324 p. (ISBN 9781432613495, OCLC 715772077, lire en ligne),
- Abby Aldrich Rockefeller, New York, The Macmillan Company, 1950, 198 p. (OCLC 1390790270, lire en ligne),
- Donald McKay and the Clipper Ships, Cambridge, Massachusetts, Houghton Mifflin Company, coll. « North Star Books » (réimpr. 2000) (1re éd. 1959), 192 p. (ISBN 9780395072240, OCLC 1331617115, lire en ligne),

### Anthologies bibliques
- Readings from the Bible, New York, Macmillan, 1952, 440 p. (OCLC 551602, LCCN 52012884, lire en ligne),

### Romans autobiographiques
- A goodly heritage, New York, Henry Holt and Company (réimpr. 1939, 1942, 1952, 1956, 1960, 1978, 1994) (1re éd. 1932), 324 p. (ISBN 9780896210042, OCLC 1074438171, lire en ligne),
- A goodly fellowship, New York, The Macmillan company (réimpr. 1945, 1952, 1959, 1994) (1re éd. 1939), 328 p. (ISBN 9781135398439, OCLC 715772134, lire en ligne),
- The White Gate : adventures in the imagination of a child, New York, W.W. Norton & Company (réimpr. 2008) (1re éd. 1954), 200 p. (OCLC 1087154347, lire en ligne),

### Pédagogie scolaire
- Mary Ellen Chase et Frances K. Del Plaine, The Art of Narration, New York,, F.S. Crofts & Co. (réimpr. 1928, 1931, 2007, 2010) (1re éd. 1926), 520 p. (ISBN 9781163377529, OCLC 11434701, lire en ligne),
- Constructive theme writing for college freshmen, New York, Holt (réimpr. 1936, 1938, 1946) (1re éd. 1929), 648 p. (OCLC 589457063, lire en ligne),

## Pour approfondir

#### Notices dans des encyclopédies et manuels de références
- (en-US) Lina Mainiero (dir.), American Women Writers : A Critical Reference Guide from Colonial Times to the Present, Publisher New York, Ungar (réimpr. 1994) (1re éd. 1979), 609 p. (ISBN 9780804431514, OCLC 5103380, lire en ligne), p. 342-344,
- (en-US) Anne Commire (dir.) et Deborah Klezmer (dir.), Women in World History, vol. 3 : Brem - Cold, Waterford, Connecticut, Yorkin Publications, 1999, 903 p. (ISBN 9780787640620, lire en ligne), p. 652-653,
- (en-US) John A. Garraty (dir.), American National Biography, vol. 4 : Burnett - Clarke, Lewis, New York, Oxford University Press, USA (réimpr. 1999, 2002) (1re éd. 1990), 980 p. (ISBN 9780195127836, lire en ligne), p. 735-736. ,

#### Essais et biographies anglophones
- Perry D. Westbrook, Mary Ellen Chase, New York, Twayne Publishers,, coll. « Twayne's United States Authors Series » (no 86), 1965, 184 p. (ISBN 9780808402138, OCLC 280593, lire en ligne),
- Evelyn Hyman Chase, Feminist Convert : A Portrait of Mary Ellen Chase, Santa Barbara, Californie, J. Daniel (réimpr. 1989) (1re éd. 1988), 188 p. (ISBN 9780936784700, OCLC 18411008, lire en ligne),